# Zoran Manojlović
Zoran Manojlović (en serbe : Зоран Манојловић), né le 21 juillet 1962 en Yougoslavie, est un entraîneur serbe de football. 

## Carrière
Manojlović commence sa carrière d'entraîneur au Portugal. 
Manojlović a également entraîné trois équipes de club en Angola,  y compris Primeiro de Agosto (entre décembre 2017 et juillet 2019  ) qu'il a guidé à la demi-finale de la Ligue des champions africaine en 2018.  Il a également servi comme entraîneur adjoint à Kabuscorp en 2012. 
Manojlović a été nommé entraîneur-chef du club marocain Wydad AC en juillet 2019.  En novembre 2019, il s'est dit "ravi" de travailler au club.  Il a quitté le club en janvier 2020
En octobre 2020, il est devenu entraineur du club soudanais Al Hilal Omdurman.

## Palmarès
Entraîneur
Champion d'Algérie en 2021 avec la CR Belouizdad